# Tovuz
Tovuz (ázerbájdžánsky Tovuz, německy Traubenfeld) je správním střediskem a největším sídlem tovuzského okresu v Ázerbájdžánu, nachází se 439 km východně od Baku. Podle celosovětského sčítání obyvatel SSSR žilo v Tovuzu v roce 1989 13 373 obyvatel, k 1.1. 2019 žilo ve městě 21 340 obyvatel.

## Etymologie
Tovuz znamená v ázerbájdžánštině páv, toto pojmenování vychází z perštiny. Podle jiné verze vzniklo pojmenování města zkomolením jména turkického kmene Oghuzů, kteří na tomto území v minulosti žili.

## Dějiny
Na začátku 13. století, během tatarské invaze do Ázerbájdžánu (1231-1239), se Tovuz stal velkou městskou osadou a kladl velký odpor při obléhání Tatarů. Za vlády šáha Ismaila I. (1501-1524) získal nad osadou moc kmen Šamšaddil, podle kterého byla osada pojmenována jako Šamšaddil. Osada byla administrativně součástí Karabašského chanátu. Od počátku 17. století až po rok 1801 docházelo často ke změně vlastníka osady, patřilo střídavě pod různé chanáty.
V roce 1801 se osada Šamšaddil stala součástí Ruské říše, původně jako polonezávislý sultanát. V roce 1819 ruská vláda sultanát zrušila a osada se stala součástí Jelizavetpolské gubernie. Díky zvyšování daní a carské politice vypuklo v letech 1844-1845 v Šamšaddilu a jeho okolí povstání rolníků, které bylo ruskou armádou potlačeno. V následujících letech osada začala upadat a vylidňovat se. V roce 1883 došlo ke stavbě železnice Baku-Tiflis, která procházela v tu dobu prakticky vylidněnou a zaniklou osadou Šamšaddil.
Do zaniklé osady se v roce 1912 přestěhovali němečtí kolonisté podporovaní v kolonizaci ruskou vládou. Znovuzaložená osada dostala jméno Traubenfeld (německy vinice) a rok 1912 je od té doby považován za oficiální datum založení města. Německá historie města je spojena především s rozvojem vinařství. První vinohrady byly v osadě založeny v roce 1927. Největšími vinaři v oblasti byli Christopher Froer a Chritian Gummel. Během druhé světové války byli Němci Stalinem přesídleni a město bylo přejmenováno na Tovuz.
Roku 1947 získal Tovuz městská práva.
V červenci 2020 se město stalo terčem raketového ostřelování z Arménie.

## Ekonomika
Hospodářství Tovuzu je založeno především na zemědělství, částečně na turistickém ruchu a v posledních letech se zde začínají budovat průmyslové závody.

### Výroba vína
Zdá se, že historie výroby vína v Tovuzu začala před 7. stoletím. Archeologických nálezy, které zahrnovaly nádoby na skladování vína a zbytky kyseliny vinné, dokazují, že vinařství bylo v oblastech Tovuz a Gjandža provozováno již v raných fázích utváření společnosti.
S příchodem německých přistěhovalců do Tovuzu a jeho okolí došlo k významnému pozvednutí vinařství. Pod vedením Christophera Froera a Christiana Gummela byly v okolí města Tovuz zakládány nové vinice. Tovuz se také proslavil výrobou brandy, kterou pod názvem koňak zásoboval celý ruský trh.
Kromě německého vlivu na Kavkaze hrálo významnou roli v rozvoji vinařství též Rusko, zejména v 19. století ve městě Tovuz a jeho okolí. Ruský vliv byl patrný především při výrobě aromatických vín.

## Sport
Tovuz má jeden profesionální fotbalový tým soutěžící v první lize (Ázerbájdžán Premier League) – Turan Tovuz.

## Doprava
Městem prochází důležitá železniční trať Batumi – Baku.

## Kultura
Ve městě se narodil ázerbájdžánský hudebník Hussein Bozalganli, z jeho rodného domu je nyní muzeum. V Tovuzu je také nově postavená mešita, stadion, radnice a kino.

## Galerie

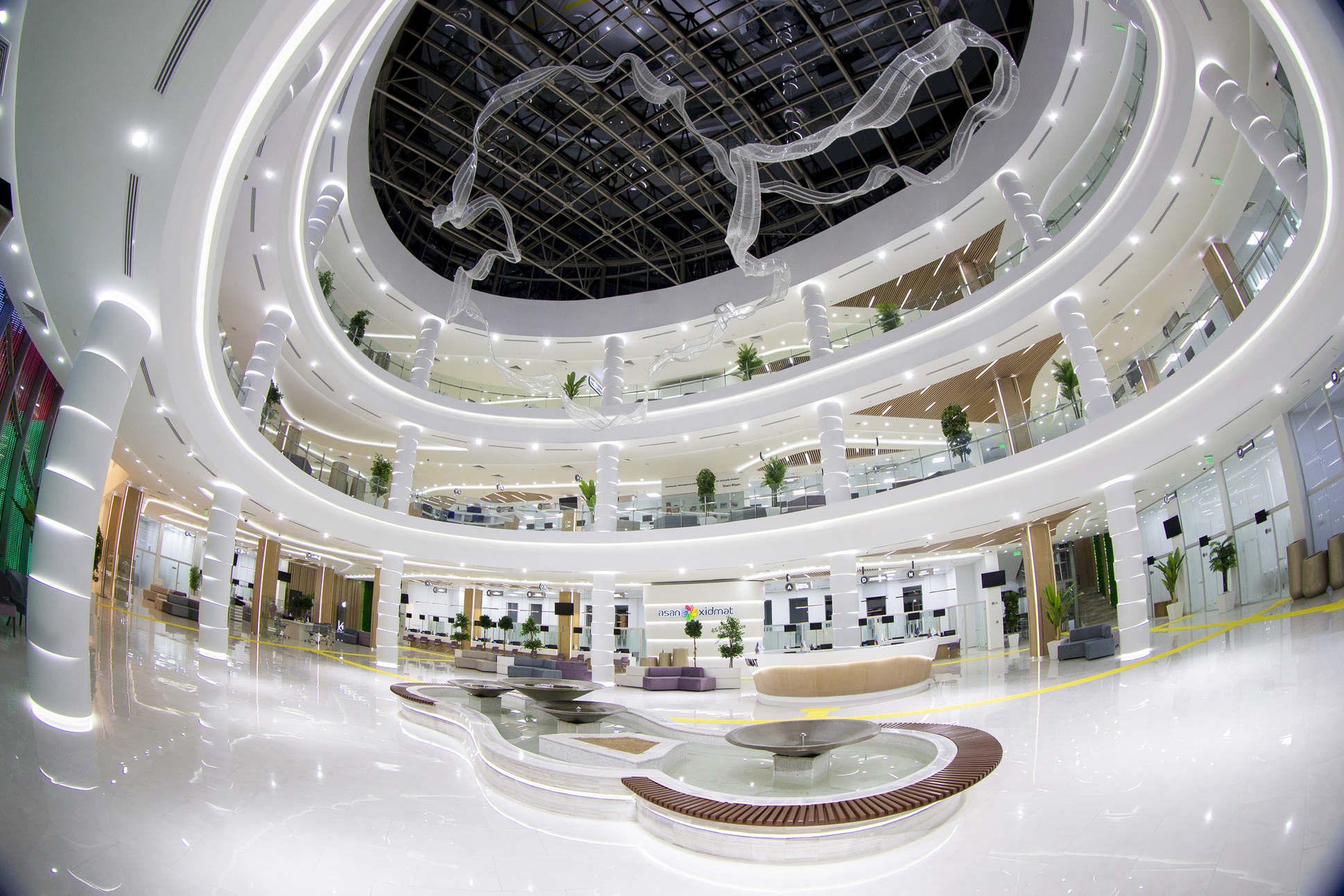
Tovuzské obchodní centrum (2019)
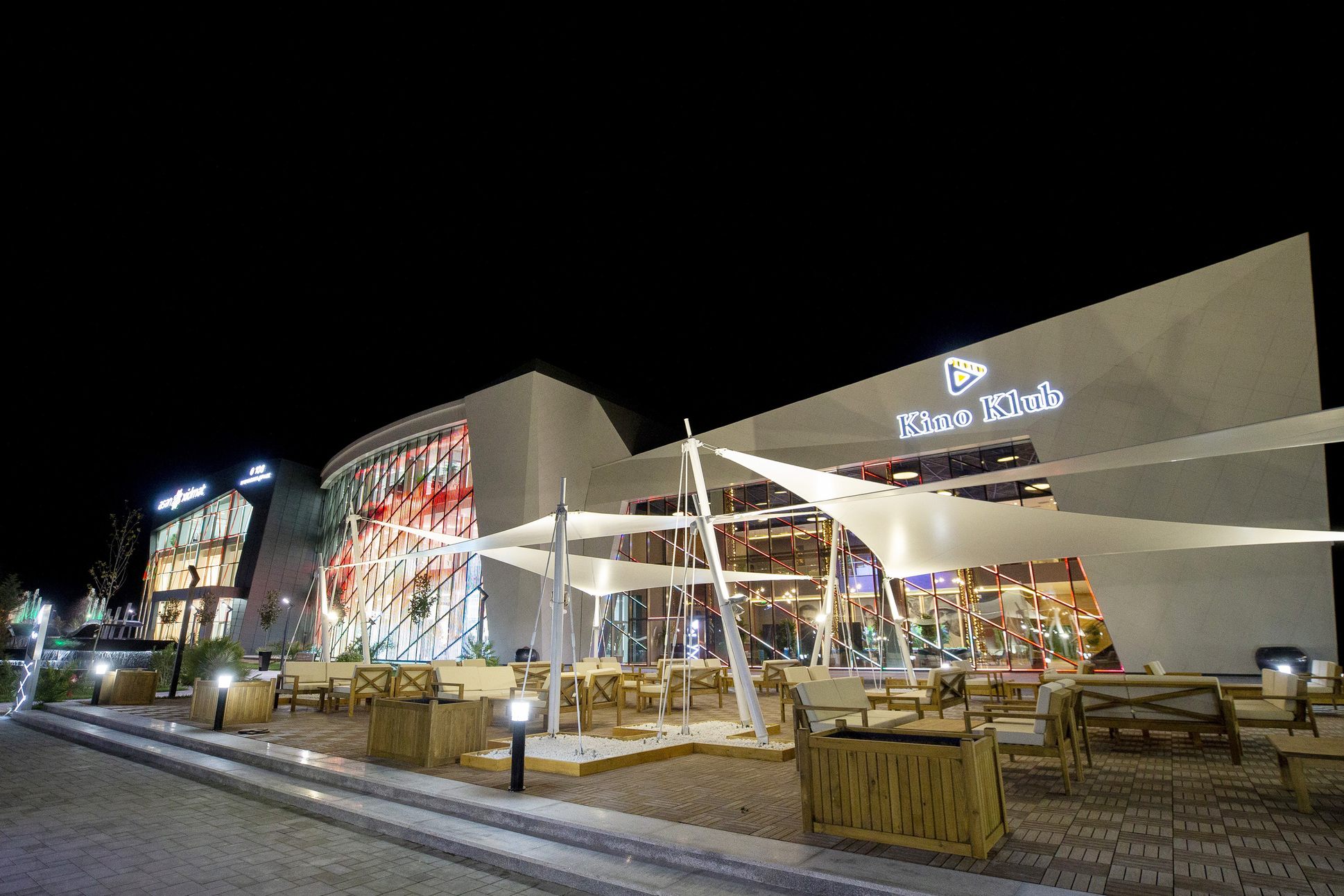
Tovuzské obchodní centrum z venku (2019)
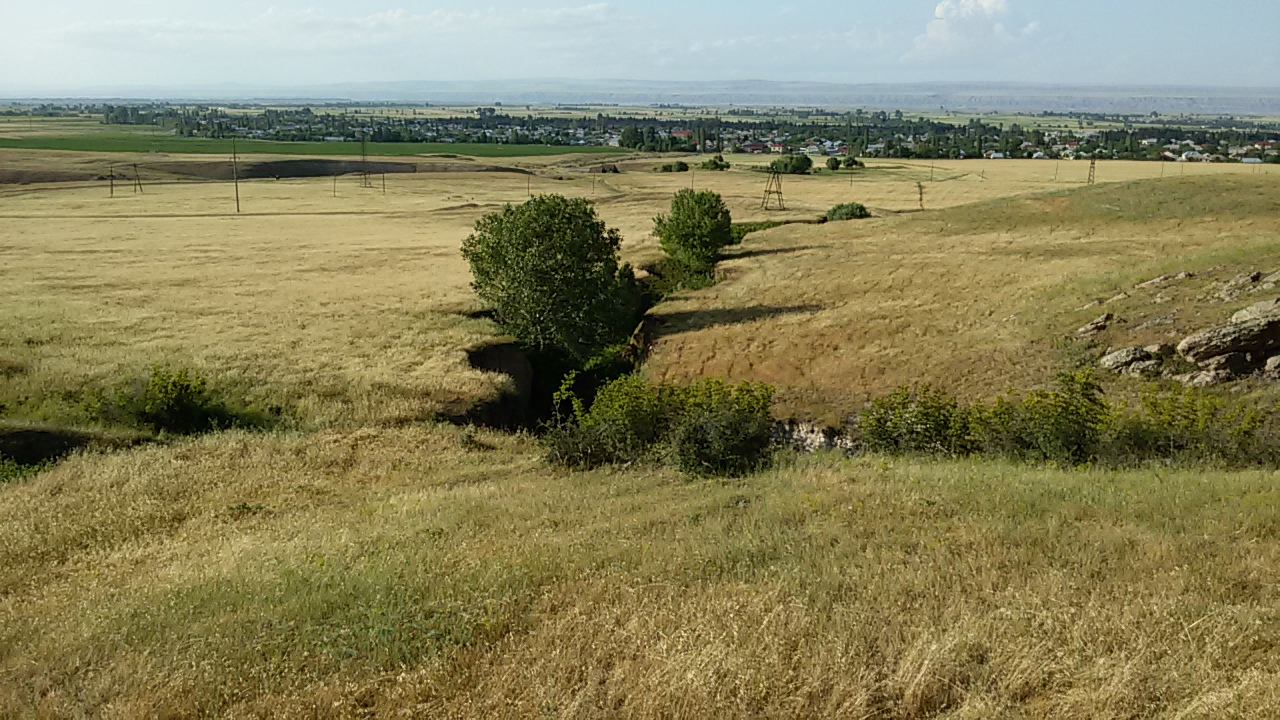
Bezejmenná cesta vedoucí do města (rok 2014)
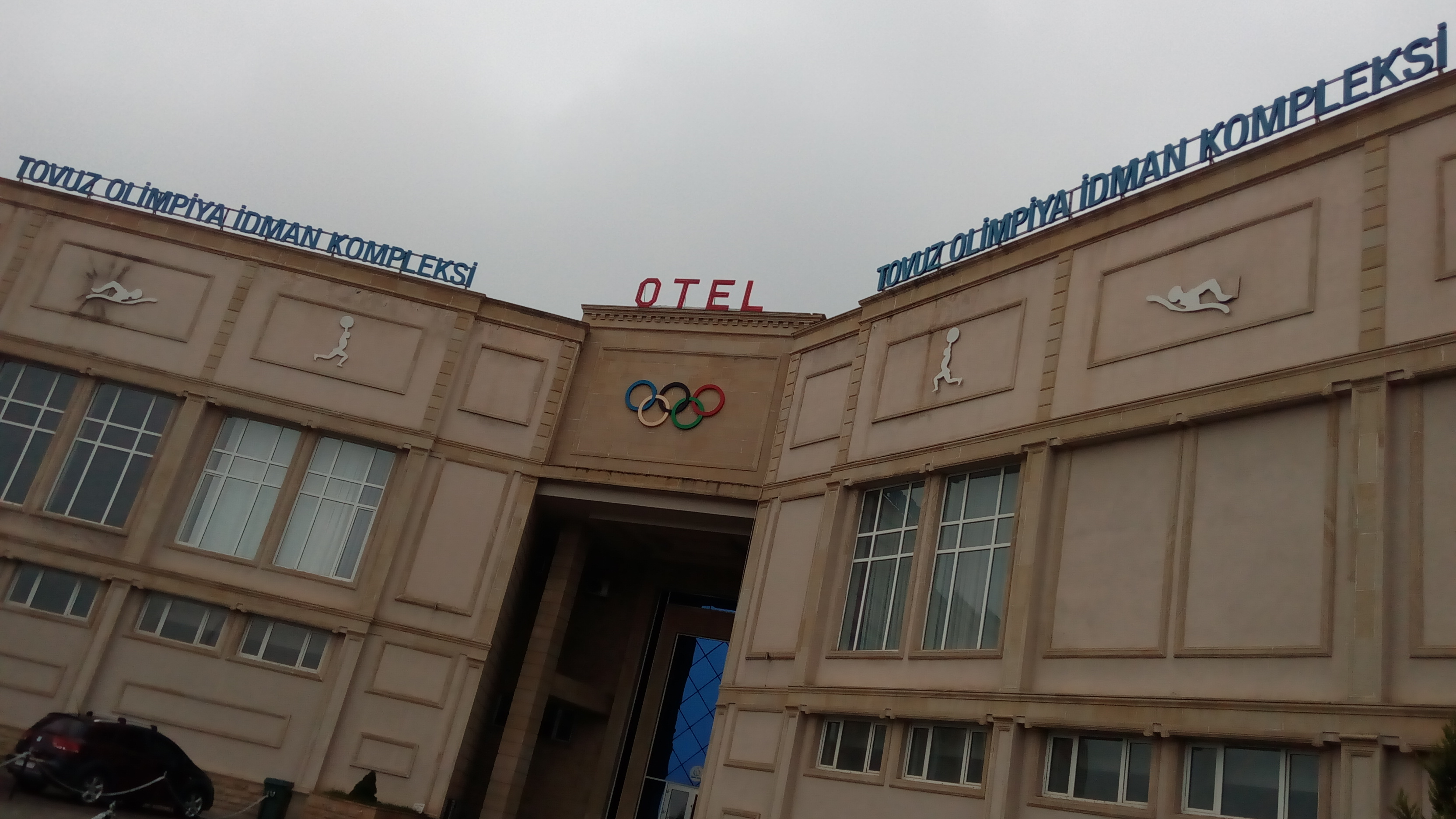
Tovuzský olympijský komplex (2017)
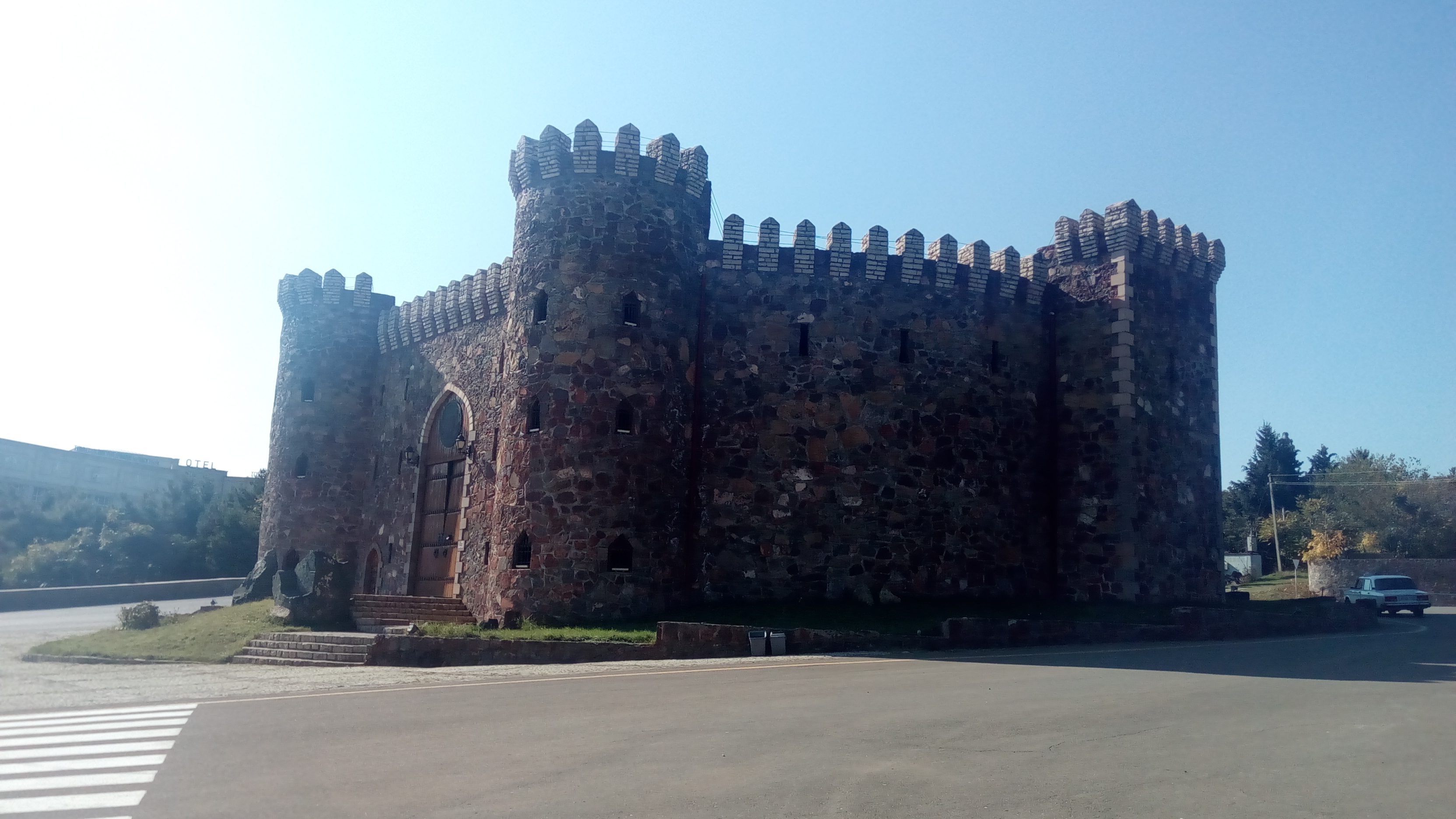
Tovuzský hrad (2017)
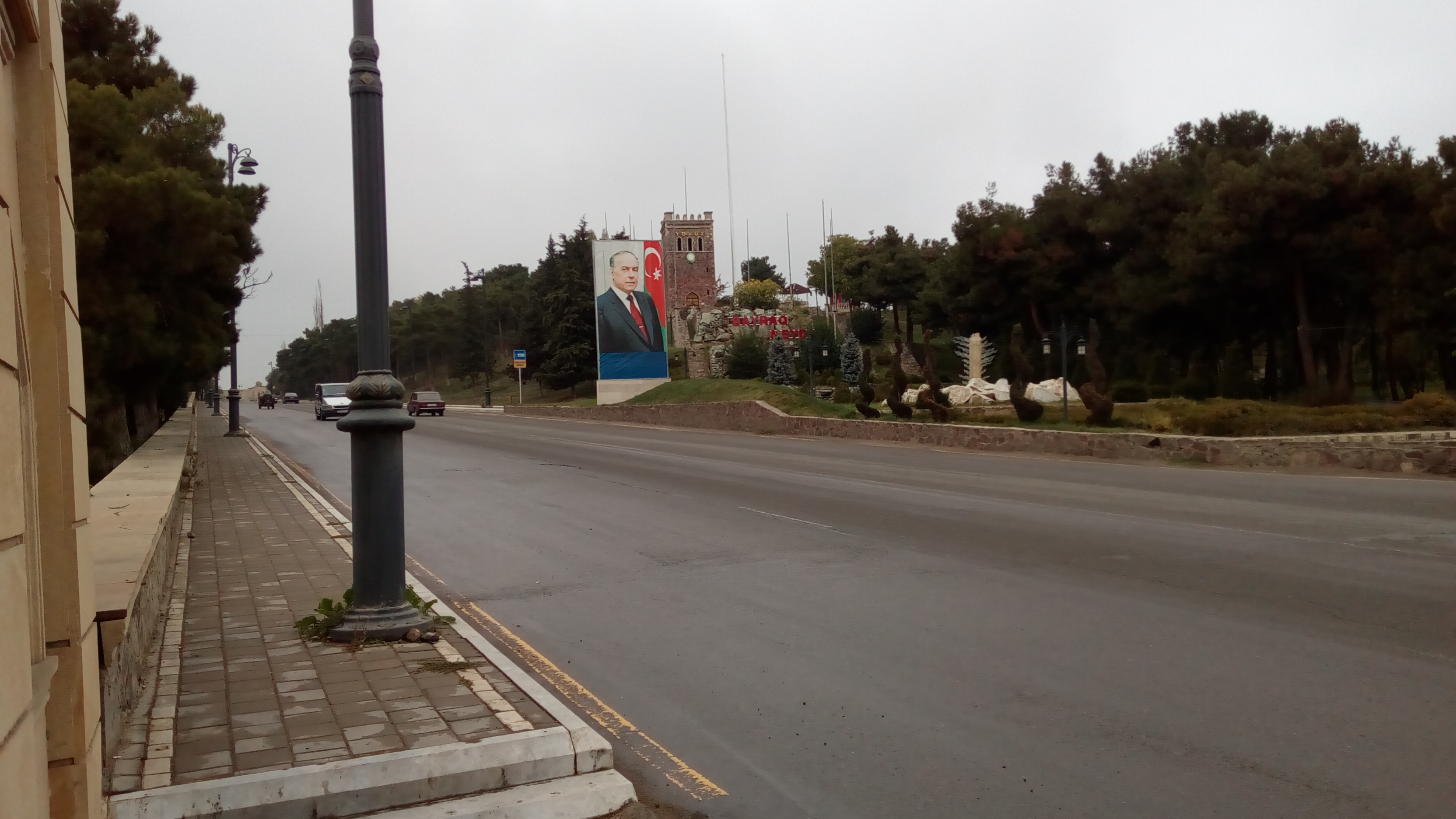
Tovuzská ulice (2017)

## Partnerská města
- Cognac, Francie (2015)[9]